# Hugh Percy, X duca di Northumberland
Hugh Algernon Percy, X duca di Northumberland (6 aprile 1914 – Londra, 11 ottobre 1988), è stato un nobile e ufficiale inglese.

## Biografia
Era il figlio di Alan Percy, VIII duca di Northumberland, e di sua moglie, Lady Helen Gordon-Lennox.

## Carriera
Successe al ducato nel 1940, quando suo fratello Henry fu ucciso in Belgio durante la ritirata di Dunkerque.
Entrò nel Northumberland Hussars. Nel 1940, come tenente, venne trasferito al Royal Artillery. Nel 1947, come capitano, venne trasferito di nuovo nel Northumberland Hussars.
È stato Lord luogotenente del Northamptonshire (1956-1984) e Cancelliere dell'Università di Newcastle (1964-1988). È stato presidente del Medical Research Council (1969-1977), della Royal Agricultural Society (1956-1962), presidente del Agricultural Research Council (1958-1968) e del Comitato di indagine sull'epizootica.

## Matrimonio
Sposò, il 12 giugno 1946, Lady Elizabeth Diana Montagu Scott Douglas (20 gennaio 1922-19 settembre 2012), figlia di Walter Montagu Douglas Scott, VIII duca di Buccleuch. Ebbero sette figli:
- Lady Mary Caroline Percy (3 maggio 1947), sposò Pierre de Cabarrus, ebbero due figlie;
- Lady Victoria Lucy Diana Percy (19 aprile 1949), sposò John Cuthbert, ebbero quattro figli;
- Lady Julia Helen Percy (12 novembre 1950), sposò Nicholas Harvey, ebbero tre figli;
- Henry Percy, XI duca di Northumberland (1 luglio 1953-31 ottobre 1995);
- Ralph Percy, XII duca di Northumberland (16 novembre 1956);
- Lady Louise Percy (25 maggio 1962-27 maggio 1962);
- Lord James William Eustace Percy (18 giugno 1965), sposò Lucy Caroline Rugge-Price, ebbero quattro figli.

## Morte
Morì l'11 ottobre 1988 a Syon House, Londra.

## Ascendenza
|                                                |                                                |                                                  | Genitori                                                   |  |  | Nonni |  |  | Bisnonni                                     |  |  | Trisnonni                                  |  |
|                                                |                                                |                                                  |                                                            |  |  |       |  |  | 8. Algernon Percy, VI duca di Northumberland |  |  | 16. George Percy, V duca di Northumberland |  |
|                                                |                                                |                                                  |                                                            |  |  |       |  |  | 8. Algernon Percy, VI duca di Northumberland |  |  | 16. George Percy, V duca di Northumberland |  |
|                                                |                                                | 17. Louisa Stuart-Wortley                        |                                                            |  |  |       |  |  | 8. Algernon Percy, VI duca di Northumberland |  |  |                                            |  |
| 4. Henry Percy, VII duca di Northumberland     |                                                |                                                  |                                                            |  |  |       |  |  | 8. Algernon Percy, VI duca di Northumberland |  |  |                                            |  |
|                                                |                                                | 9. Louisa Drummond                               | 18. Henry Drummond                                         |  |  |       |  |  |                                              |  |  |                                            |  |
|                                                |                                                | 9. Louisa Drummond                               | 18. Henry Drummond                                         |  |  |       |  |  |                                              |  |  |                                            |  |
|                                                |                                                | 9. Louisa Drummond                               | 19. Henrietta Hay-Drummond                                 |  |  |       |  |  |                                              |  |  |                                            |  |
| 2. Alan Percy, VIII duca di Northumberland     |                                                | 9. Louisa Drummond                               |                                                            |  |  |       |  |  |                                              |  |  |                                            |  |
|                                                |                                                | 10. George Douglas Campbell, VIII duca di Argyll | 20. John Campbell, VII duca di Argyll                      |  |  |       |  |  |                                              |  |  |                                            |  |
|                                                |                                                | 10. George Douglas Campbell, VIII duca di Argyll | 20. John Campbell, VII duca di Argyll                      |  |  |       |  |  |                                              |  |  |                                            |  |
|                                                |                                                | 10. George Douglas Campbell, VIII duca di Argyll | 21. Joan Glassel                                           |  |  |       |  |  |                                              |  |  |                                            |  |
| 5. Edith Campbell                              |                                                | 10. George Douglas Campbell, VIII duca di Argyll |                                                            |  |  |       |  |  |                                              |  |  |                                            |  |
|                                                |                                                | 11. Elizabeth Georgiana Leveson-Gower            | 22. George Sutherland-Leveson-Gower, II duca di Sutherland |  |  |       |  |  |                                              |  |  |                                            |  |
|                                                |                                                | 11. Elizabeth Georgiana Leveson-Gower            | 22. George Sutherland-Leveson-Gower, II duca di Sutherland |  |  |       |  |  |                                              |  |  |                                            |  |
|                                                |                                                | 11. Elizabeth Georgiana Leveson-Gower            | 23. Harriet Howard                                         |  |  |       |  |  |                                              |  |  |                                            |  |
| 1. Hugh Percy, X duca di Northumberland        |                                                | 11. Elizabeth Georgiana Leveson-Gower            |                                                            |  |  |       |  |  |                                              |  |  |                                            |  |
|                                                | 12. Charles Gordon-Lennox, VI duca di Richmond | 24. Charles Gordon-Lennox, V duca di Richmond    |                                                            |  |  |       |  |  |                                              |  |  |                                            |  |
|                                                | 12. Charles Gordon-Lennox, VI duca di Richmond | 24. Charles Gordon-Lennox, V duca di Richmond    |                                                            |  |  |       |  |  |                                              |  |  |                                            |  |
|                                                | 12. Charles Gordon-Lennox, VI duca di Richmond | 25. Caroline Paget                               |                                                            |  |  |       |  |  |                                              |  |  |                                            |  |
| 6. Charles Gordon-Lennox, VII duca di Richmond | 12. Charles Gordon-Lennox, VI duca di Richmond |                                                  |                                                            |  |  |       |  |  |                                              |  |  |                                            |  |
|                                                |                                                | 13. Frances Harriett Greville                    | 26. Algernon Frederick Greville                            |  |  |       |  |  |                                              |  |  |                                            |  |
|                                                |                                                | 13. Frances Harriett Greville                    | 26. Algernon Frederick Greville                            |  |  |       |  |  |                                              |  |  |                                            |  |
|                                                |                                                | 13. Frances Harriett Greville                    | 27. Charlotte Maria Cox                                    |  |  |       |  |  |                                              |  |  |                                            |  |
| 3. Helen Gordon-Lennox                         |                                                | 13. Frances Harriett Greville                    |                                                            |  |  |       |  |  |                                              |  |  |                                            |  |
|                                                |                                                | 14. William George Craven                        | 28. George Augustus Craven                                 |  |  |       |  |  |                                              |  |  |                                            |  |
|                                                |                                                | 14. William George Craven                        | 28. George Augustus Craven                                 |  |  |       |  |  |                                              |  |  |                                            |  |
|                                                |                                                | 14. William George Craven                        | 29. Georgina Smythe                                        |  |  |       |  |  |                                              |  |  |                                            |  |
| 7. Isabel Sophie Craven                        |                                                | 14. William George Craven                        |                                                            |  |  |       |  |  |                                              |  |  |                                            |  |
|                                                |                                                | 15. Mary Catherine Yorke                         | 30. Charles Yorke, IV conte di Hardwicke                   |  |  |       |  |  |                                              |  |  |                                            |  |
|                                                |                                                | 15. Mary Catherine Yorke                         | 30. Charles Yorke, IV conte di Hardwicke                   |  |  |       |  |  |                                              |  |  |                                            |  |
|                                                |                                                | 15. Mary Catherine Yorke                         | 31. Susan Liddell                                          |  |  |       |  |  |                                              |  |  |                                            |  |
|                                                |                                                | 15. Mary Catherine Yorke                         |                                                            |  |  |       |  |  |                                              |  |  |                                            |  |